# De bello troiano

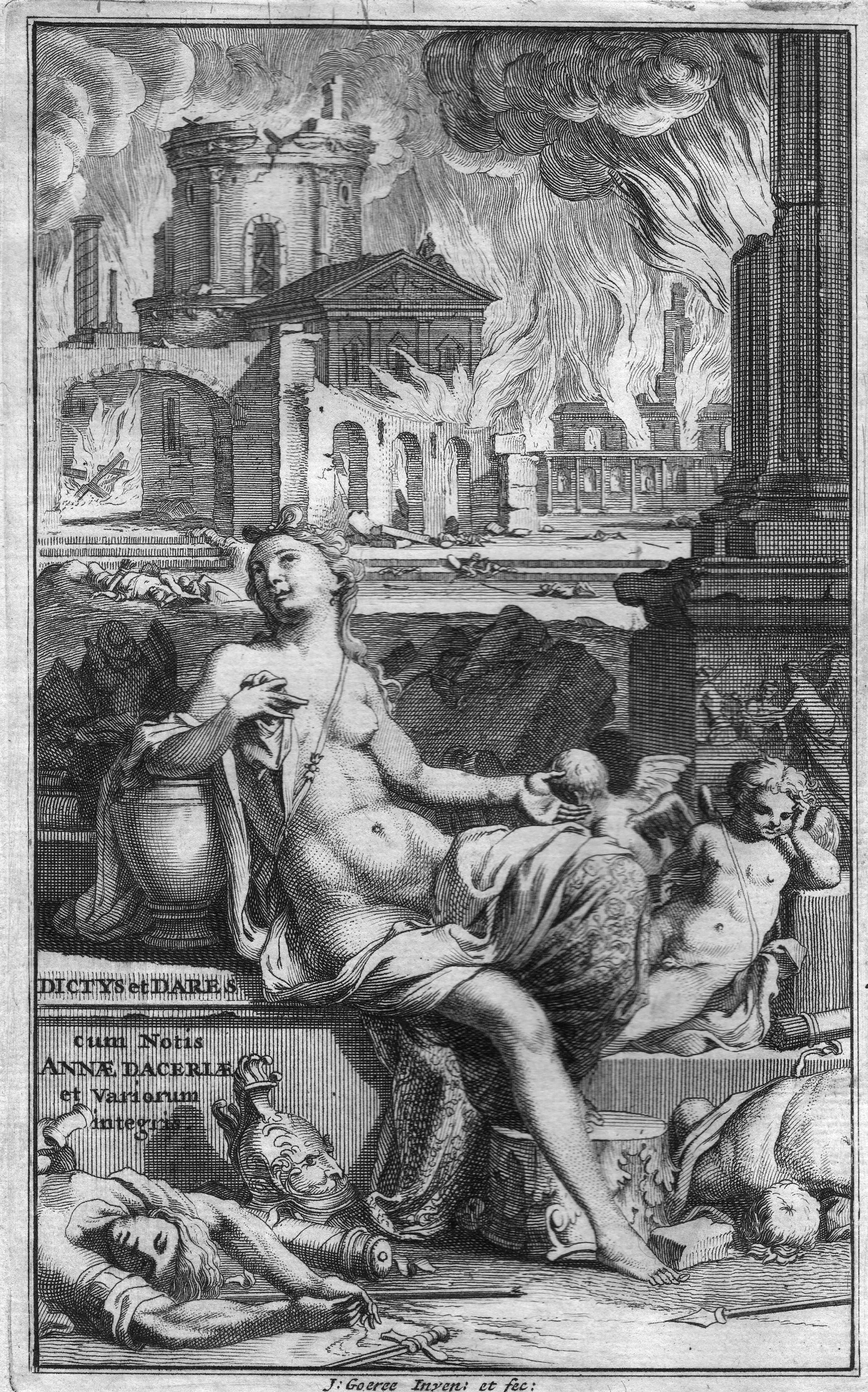
Venus y Cupido observan la destrucción de Troya. Frontispicio de la edición de 1702 de Dictis, Dares y Joseph de Exeter.

De bello troiano (Sobre la guerra de Troya) es un poema épico en latín, escrito sobre 1183 por el poeta inglés José Iscano. Narra la historia de los diez años de la guerra de Troya tal como era conocida en la Europa medieval. La antigua épica griega sobre la misma, la Ilíada, era entonces inaccesible, por lo que en su lugar las fuentes disponibles incluían los «diarios» ficticios de Dictis Cretense y Dares Frigio.
- Datos: Q1238100